# Theodor Behrens (Kunstsammler)
Theodor Ernst Behrens (* 6. Februar 1857 in Hamburg; † 10. Juni 1921 ebenda) war ein deutscher Bankier, Kunstsammler und Mäzen. Er gehörte zu Beginn des 20. Jahrhunderts zu den bedeutenden Kunstsammlern in Hamburg. Seine Sammlung umfasste überwiegend Gemälde und Skulpturen deutscher und französischer Künstler des 19. Jahrhunderts. Einige diese Werke befinden sich heute im Besitz der Hamburger Kunsthalle.

## Leben

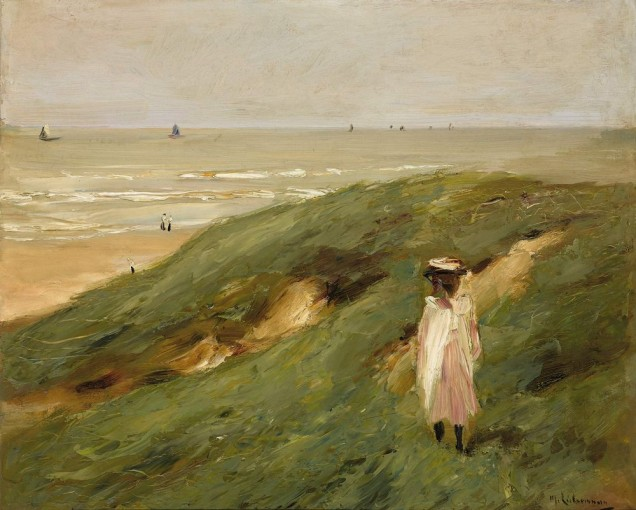
Max Liebermann:
Düne bei Noordwijk mit Kind,
Privatbesitz

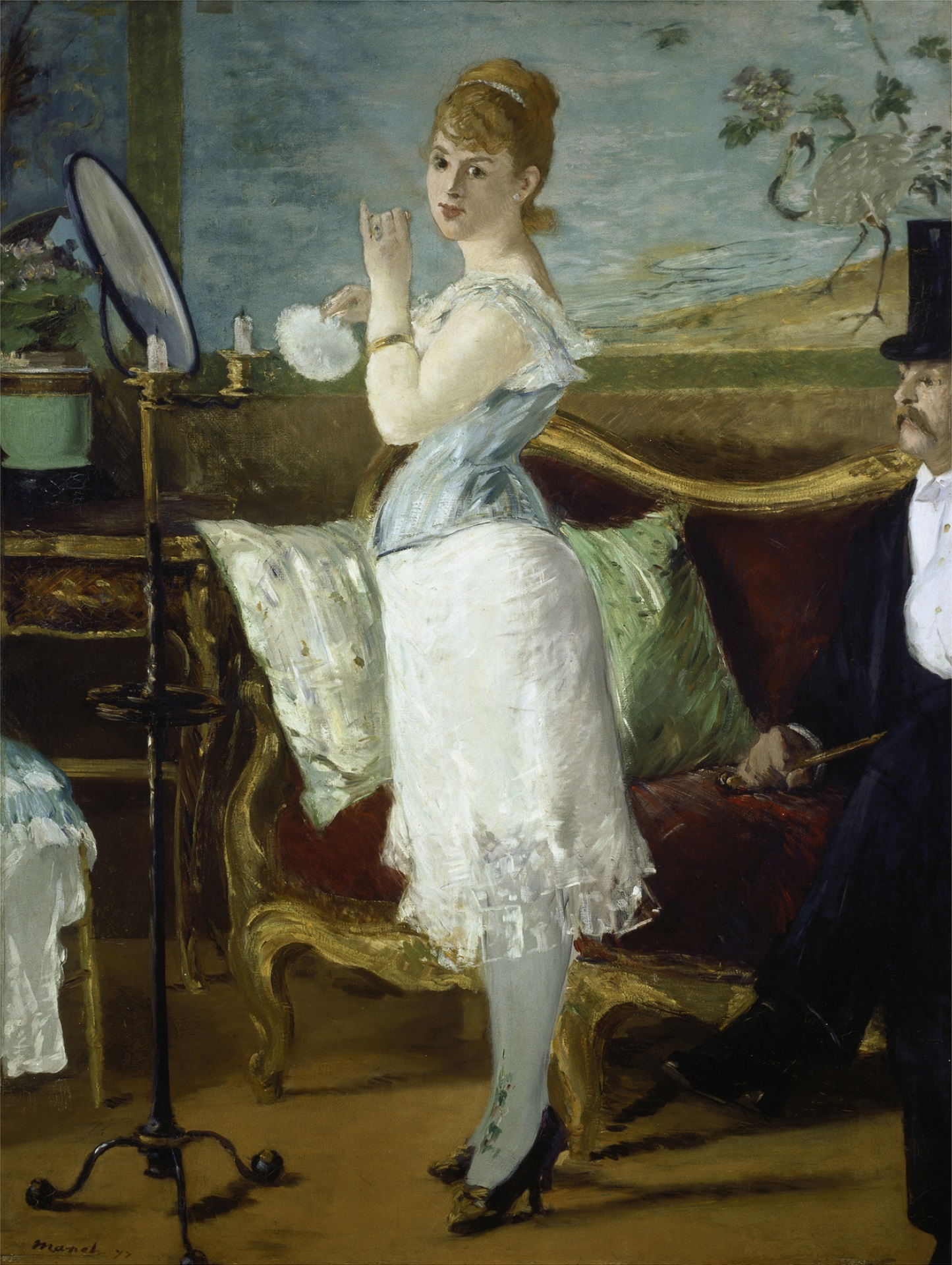
Édouard Manet:
Nana,
Hamburger Kunsthalle

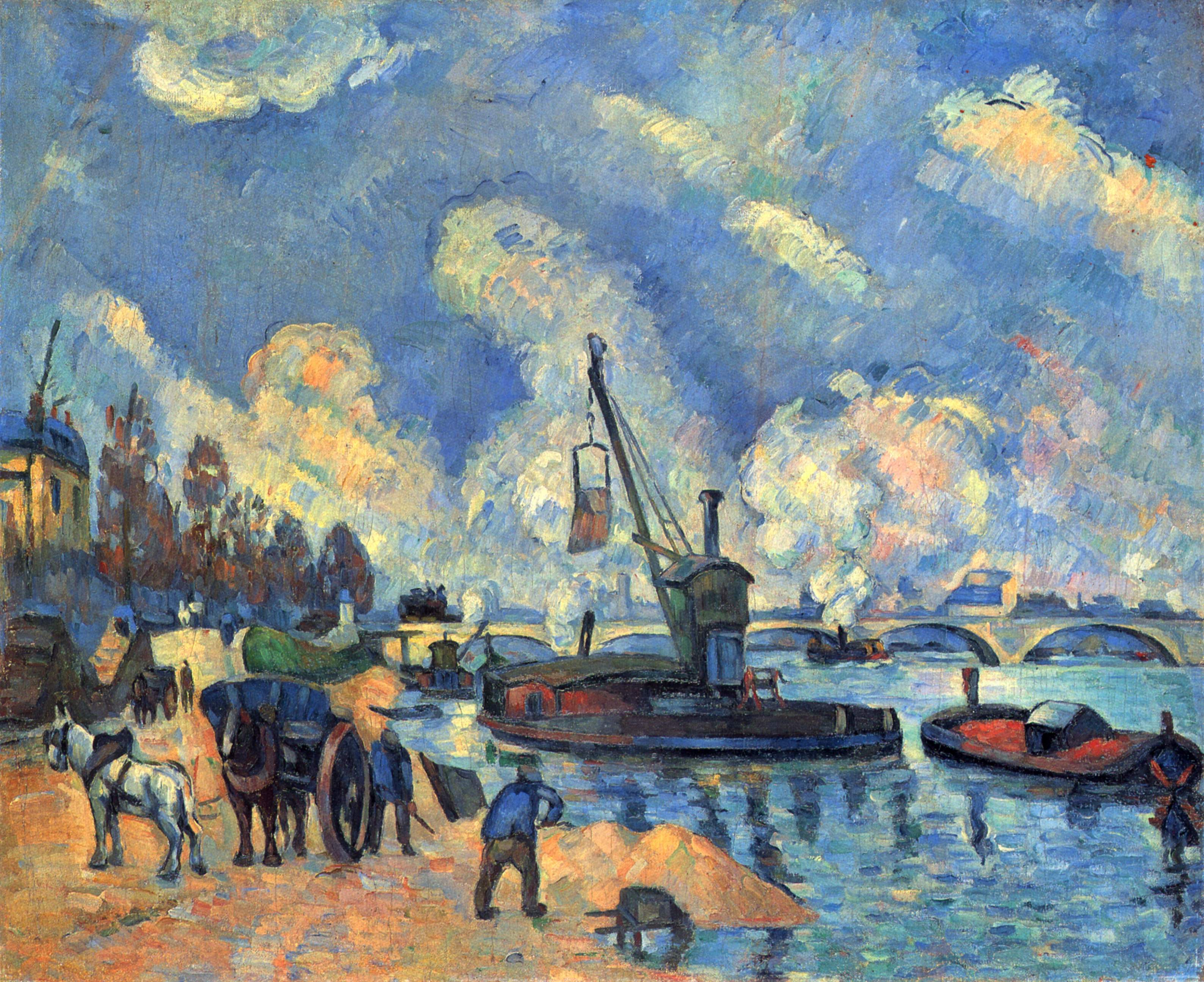
Paul Cézanne:
Am Quai de Bercy in Paris,
Hamburger Kunsthalle

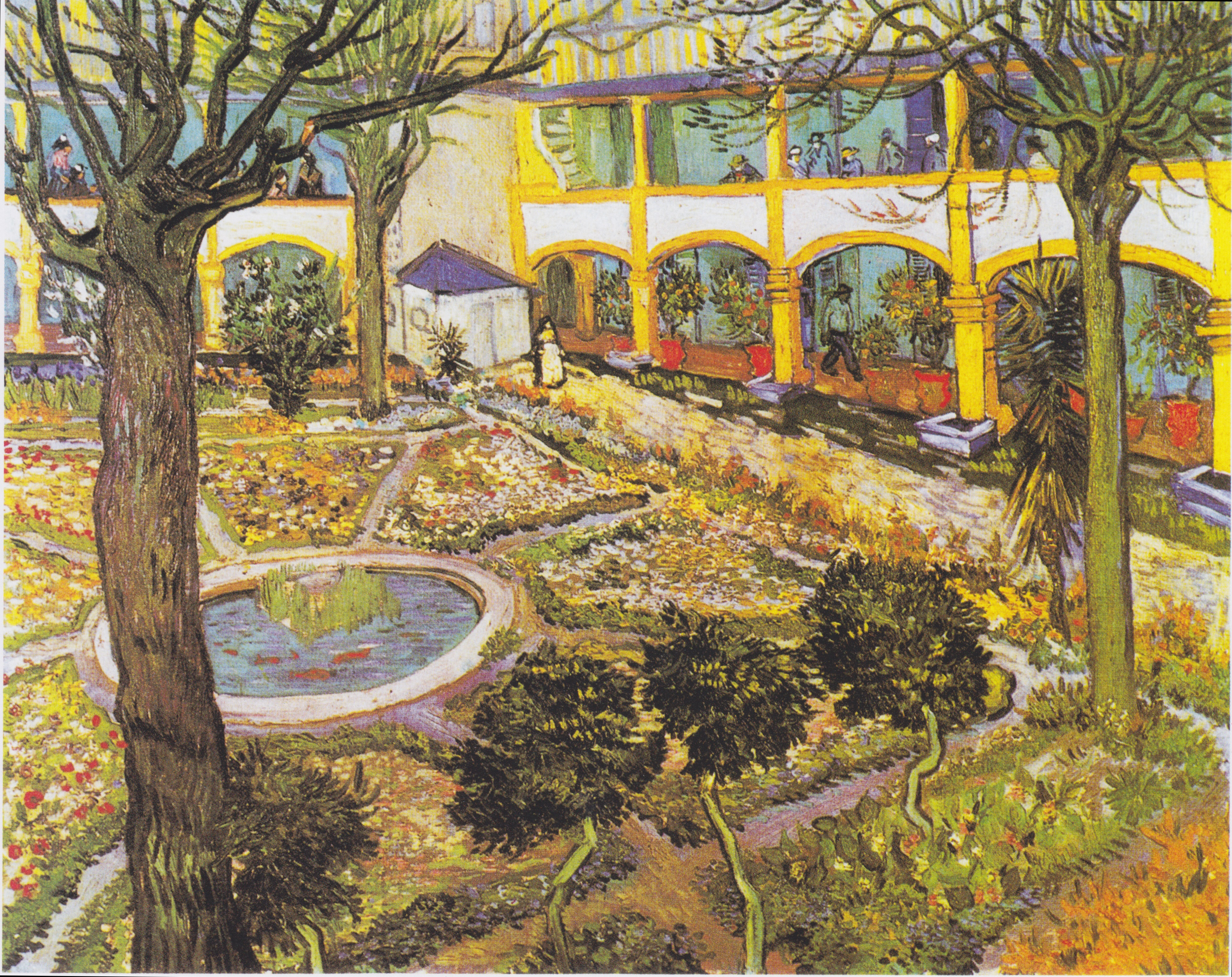
Vincent van Gogh:
Der Innenhof des Spitals in Arles,
Sammlung Oskar Reinhart «Am Römerholz»

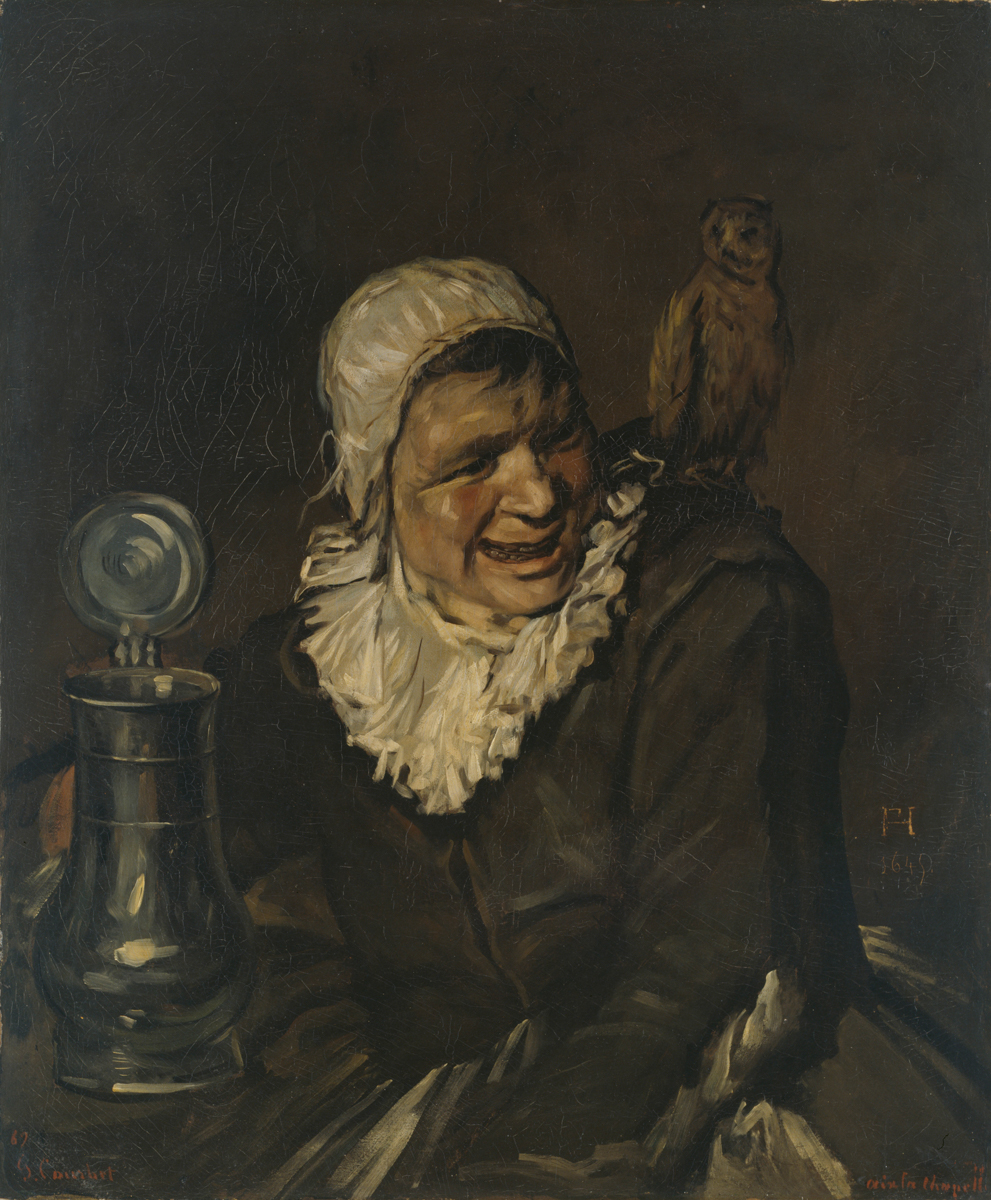
Gustave Courbet: Malle Babbe (nach Frans Hals), Hamburger Kunsthalle

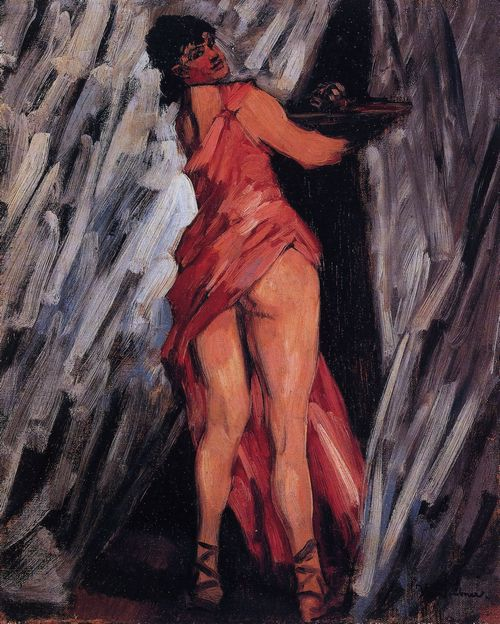
Wilhelm Trübner:
Salomé,
Lentos Kunstmuseum Linz

Die Familie von Theodor Behrens war ursprünglich jüdischen Glaubens und hatte durch Tuchhandel mit England ein beträchtliches Vermögen erlangt. Sein Urgroßvater Levy Behrens kam 1806 mit seinen Söhnen von Pyrmont nach Hamburg. Das hier begründete Bankhaus L. Behrens & Söhne stieg in der Folgezeit rasch zu Hamburgs größter Privatbank auf. Als Eduard Ludwig Behrens, ein Enkel des Unternehmensgründers, 1853 die Bankgeschäfte übernahm, war die Familie inzwischen zum evangelischen Glauben übergetreten und gehörte zu den reichsten Bewohnern der Stadt. 1884 nahm Eduard Ludwig Behrens seine beiden Söhne Eduard L. Behrens jun. und Theodor E. Behrens in die Leitung des Bankhauses auf. Der Vater hatte Mitte der 1850er Jahre begonnen, eine Kunstsammlung aufzubauen und konzentrierte sich hierbei auf deutsche und französische Genremalerei des 19. Jahrhunderts sowie auf Landschaftsgemälde der Schule von Barbizon. So fanden sich in dieser Sammlung Arbeiten von Künstlern wie Narcisso Virgilio Díaz de la Peña, Théodore Rousseau, Charles-François Daubigny, Jean-Baptiste Camille Corot ebenso wie von Ernest Meissonier, Friedrich August von Kaulbach, Franz Defregger, Ludwig Knaus, Anton Mauve und Giovanni Boldini. Zudem hatte er neben einigen Gemälden von Adolph Menzel, auch ein Konvolut seiner Zeichnungen zusammengetragen und besaß zudem eine wertvolle Porzellansammlung. Als der Vater Eduard L. Behrens sen. 1895 starb, hinterließ er seinem ältesten Sohn Eduard L. Behrens jun. seine Gemäldesammlung, während der zweitgeborene Sohn Theodor Behrens die Porzellansammlung und die Zeichnungen von Menzel erhielt.
Theodor Behrens heiratete die Kaufmannstochter Esther O’Swald (1862–1936). Ihr Vater, Albrecht Percy O’Swald (1831–1899), war Teilhaber der im Seehandel mit Afrika tätigen Firma O’Swald & Co und avancierte zum Generalkonsul Sansibars in Hamburg. Esthers Onkel war der Senator und zweite Bürgermeister von Hamburg William Henry O’Swald. Max Schramm war ihr Schwager. Esther und Theodor Behrens bewohnten ein Stadthaus am Alsterglacis Nr. 16 und ließen sich auf Gut Waldenau in Datum bei Pinneberg ein großzügiges Landhaus  errichten, das heute als Schulgebäude der Schülerschule genutzt wird. Für seine Kunstsammlung ließ Theodor Behrens 1911 ein Galeriegebäude als Anbau des Gutshauses errichten.
Mit einem 1912 ermittelten Vermögen von 26 Millionen Mark und einem jährlichen Einkommen von 1,7 Millionen Mark konnte Behrens vor allem nach der Jahrhundertwende eine der bedeutendsten Kunstsammlungen im Deutschen Reich aufbauen. Thematisch knüpfte er hierbei da an, wo sein Vater aufgehört hatte. So fanden sich in seiner Sammlung zwar auch einzelne Werke von Corot und Daubigny, aber er konzentrierte sich vorwiegend auf Werke des französischen Impressionismus. Zudem erwarb er bedeutende Arbeiten von Paul Cézanne und Vincent van Gogh und sammelte Gemälde deutscher Künstler wie Franz von Lenbach und Max Liebermann sowie eine Reihe von Skulpturen. Viele seiner Kunstwerke erwarb Behrens beim Berliner Kunsthändler Paul Cassirer, der ebenso wie  die Direktoren der Hamburger Kunsthalle, Alfred Lichtwark, und der Kunsthalle Bremen, Gustav Pauli, zu seinen Beratern gehörte. Seit 1909 war Behrens Ordentliches Mitglied auf Lebenszeit im Kunstverein Bremen und zeigte hier 1911 seine Sammlung der Öffentlichkeit.

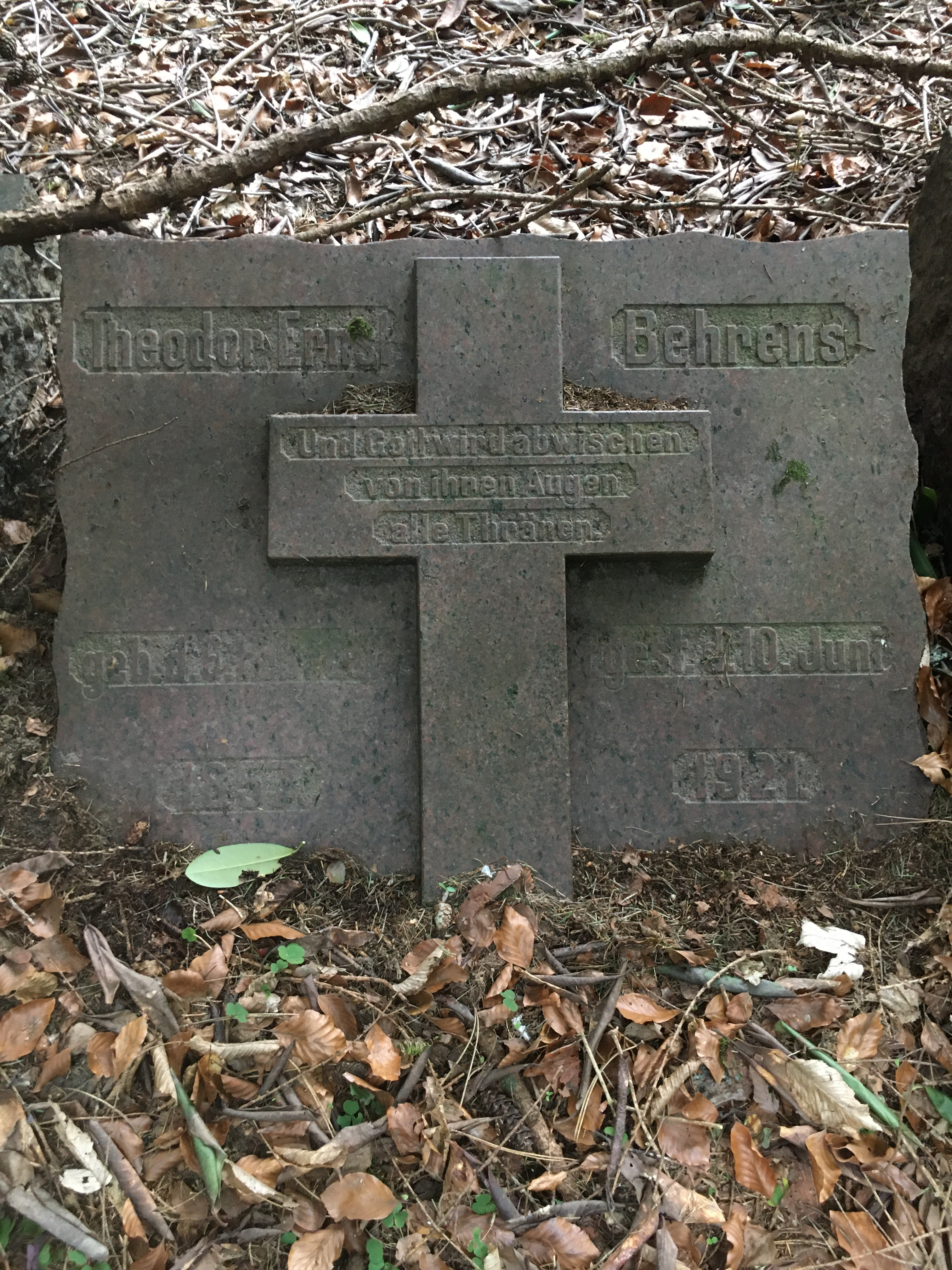
Kissenstein in der Familiengrabstätte auf dem Friedhof Ohlsdorf

Alfred Lichtwark und Gustav Pauli, seit 1914 Lichtwarks Nachfolger als Direktor der Hamburger Kunsthalle, hatten vermutlich Hoffnungen, Kunstwerke der Sammlung Behrens später als Schenkung für ihr Museum zu erhalten. Zu Lebzeiten von Behrens hatte dieser 1916 seine von Clara Westhoff, der Ehefrau von Rainer Maria Rilke, geschaffene Porträtbüste der Kunsthalle gestiftet. 1920 plante er zusammen mit Gustav Pauli einen Katalog seiner Sammlung zu publizieren, der jedoch nicht realisiert wurde. Als Behrens 1921 starb, ging seine Kunstsammlung vollständig in den Besitz seiner Frau über, die Teile davon der Kunsthalle als Leihgabe überließ. Die vom Vater ererbte, fast 200 Stücke umfassende wertvolle Porzellansammlung erhielt das Hamburger Museum für Kunst und Gewerbe als Stiftung. Esther Behrens vermachte in ihrem Testament von 1923 der Kunsthalle zunächst Édouard Manets Nana und Paul Cézannes Am Quai de Bercy in Paris, änderte aber ein Jahr später ihre Absicht. Möglicherweise aus wirtschaftlichen Gründen veräußerte sie den Großteil der Kunstsammlung, wobei die Hamburger Kunsthalle einige der Werke erwarb. Auch trennte sie sich in dieser Zeit vom Landgut Waldenau. Als sie 1936 starb, kam als Vermächtnis der Sammlung Behrens lediglich die bereits 1924 als Schenkung zugesagte Skulptur Sandalenbinderin von Louis Tuaillon in den Besitz der Kunsthalle. Die Hamburger Kultur- und Schulbehörde klagte gegen das letzte Testament von Esther Behrens, in dem eine zuvor zugesagte Schenkung der 27 Zeichnungen von Adolph Menzel aus der Behrenssammlung widerrufen wurde. Die Familie einigte sich schließlich 1937 mit der Behörde darauf, dass 8 Zeichnungen in Familienbesitz blieben und 19 Zeichnungen an die Hamburger Kunsthalle gingen.  Heute erinnert in der Hamburger Kunsthalle ein Porträt Theodor E. Behrens des Malers Leo von König an den bedeutenden Sammler.
Theodor Behrens wurde in der Familiengrabstätte auf dem Friedhof Ohlsdorf beigesetzt. Sie liegt im Planquadrat Z 12 südwestlich vom Nordteich.

## Sammlung
Über die Entstehung der Kunstsammlung von Theodor Behrens haben sich keinerlei Unterlagen erhalten, sodass die zeitliche Abfolge der Erwerbungen nicht rekonstruierbar ist. Auffallend sind die Überschneidungen zwischen den Sammlungen des Vaters und des Sohnes Behrens. So erwarben beide Kunstwerke der Schule von Barbizon. Hierzu gehörten die Gemälde Dorfstraße von Camille Corot, Wäscherinnen am Strand von Charles-François Daubigny, Schafe auf der Weide von Constant Troyon sowie Waldinneres und Frauenkopf von Díaz de la Peña. Ebenfalls aus der Mitte des 19. Jahrhunderts stammen drei Arbeiten von Eugène Delacroix. Neben Tiger und Schlange und Löwe und Alligator fand sich Daniel in der Löwengrube im Besitz von Behrens. Ebenfalls drei Werke besaß der Sammler von Honoré Daumier, einem der Hauptvertreter des französischen Realismus. Neben Don Quixchote et Sancho se redent aux noces de Gamaches und Deux Têtes fand sich Les Pièces à Conviction im Hause Behrens. Von Gustave Courbet, einem anderen Maler des Realismus, besaß der Sammler die Werke Studie zu Venus und Psyche und Malle Babbe (Kopie nach Frans Hals). Hinzu kam mit Der Kritiker Albert Wolff in seinem Arbeitszimmer ein Bild von Jules Bastien-Lepage.
Zu den bedeutendsten Werken der Sammlung gehörten Arbeiten des Impressionismus und Spätimpressionismus. So erwarb Behrens 1910 für 150.000 Mark bei Cassirer Édouard Manets Nana, ein Hauptwerk des Künstlers. Zudem besaß er mit Bords de la Seine à Argenteuil und einer Version des Motivs Landhaus in Rueil zwei Spätwerke des Künstlers. Von Pierre-Auguste Renoir fand sich mit dem Gemälde La Grenoullière ebenfalls ein Hauptwerk im Hause Behrens. Weitere Bilder Renoirs in der Kollektion waren die Arbeiten Pfirsiche und Blumenernte. Hinzu kamen drei Werke von Paul Cézanne: Am Quai de Bercy in Paris, Häuser an der Straßenbiegung und ein Selbstporträt. Darüber hinaus gehörte zu den Spitzenwerken der Sammlung Vincent van Goghs Gemälde Der Innenhof des Spitals in Arles. Ein vormals van Gogh zugeschriebenes Bild Blumenvase gilt heute als Fälschung.
Von deutschen Künstlern des 19. Jahrhunderts trug Behrens ebenso einige Gemälde zusammen. So erwarb er eines der zahlreichen Porträts von Otto von Bismarck des Malers Franz von Lenbach und besaß von Arnold Böcklin Astolf reitet mit dem Haupte Orills davon. Weitere Werke deutscher Maler in der Sammlung waren Kopf eines Jägers von Wilhelm Leibl, Weibliches Bildnis von Hans von Marées und Salomé von Wilhelm Trübner. Von Max Liebermann sind neben zwei Kohlezeichnungen fünf Gemälde in der Sammlung Behrens nachweisbar. Hierzu gehören Alte Häuser in Scheveningen, Kleinkinderschule (1. Fassung), Düne von Noordwijk, Stehendes Mädchen und Gemüsemarkt in Delft. Weitere Bilder der Sammlung waren Studienkopf eines alten Mannes von Fritz von Uhde, Nach dem Bade von Lovis Corinth und Vase und zwei Fruchtschalen mit Äpfeln und Trauben des Österreichers Carl Schuch.
Neben Gemälde fanden auch einige Skulpturen das Interesse des Sammlers. So kaufte er eine Reihe von Kleinplastiken mit Tiermotiven von August Gaul. Neben einer Ziegengruppe kam so auch eine Biberratte, eine Löwin, ein Strauß und ein paar Gänse ins Haus Behrens. Dazu erstand er von Constantin Meunier die Bronzen Krabbenfischer und Mäher. Von Louis Tuaillon versammelte Behrens drei Plastiken in seinem Haus: Sandalenbinderin, Zopfflechterin und Amazone . Darüber hinaus besaß er mit Die Erwachende, Kauernde und Stehendes Mädchen drei Werke von Georg Kolbe.
Neben wenigen in Familienbesitz verbliebenen Werken, befinden sich die meisten Sammlungsstücke heute in verschiedenen Kunstmuseen oder Privatsammlungen. Bereits kurz nach dem Tod des Sammlers erwarb die Hamburger Kunsthalle einige der Werke. Das Museum erstand zunächst 1923 Kolbes Skulptur Stehendes Mädchen. Hieran schloss sich 1924 der Kauf der Gemälde Nach dem Bade von Corinth, Am Quai de Bercy in Paris von Cézanne, Nana von Manet und Malle Babbe von Courbet an. Hinzu kam 1925 der Ankauf von Löwe und Alligator von Delacroix. Neben der Schenkung von Tuaillons Sandalenbinderin und den in den 1930er Jahren übereigneten Menzelzeichnungen verfügt die Kunsthalle so über einen kleinen Überblick über die vormals erheblich umfangreichere Sammlung Theodor Behrens.